# SMS Komet
SMS Komet − austro-węgierska kanonierka torpedowa z końca XIX wieku, biorąca udział w I wojnie światowej.

## Budowa i klasyfikacja
SMS „Komet” wraz z bliźniaczym SMS „Blitz” należał do grupy sześciu kanonierek torpedowych zamówionych w latach 1888−1892 przez marynarkę Austro-Węgier w celu ewaluacji typu okrętu najlepiej dostosowanego do potrzeb marynarki. Oba były zbudowane w niemieckiej stoczni Schichau-Werke w Elblągu i stanowiły ulepszenie projektu pierwszej kanonierki torpedowej zbudowanej tam dla Austro-Węgier, SMS „Meteor”, od której odróżniały się przede wszystkim nieco dłuższym kadłubem i większą prędkością. Trzy zbudowane później kanonierki torpedowe należały już do różnych innych projektów. W służbie austro-węgierskiej jednostki te klasyfikowano oryginalnie jako Torpedofahrzeug, która to nazwa oznaczała początkowo okręty torpedowe o długości do 61 m (200 stóp) i była następnie używana także dla kontrtorpedowców. Wzorując się na brytyjskiej terminologii, okręty te nazywano też nieoficjalnie  niszczycielami (niem. Zerstörer), co spotyka się także w literaturze, jednakże ustępowały one znacząco niszczycielom prędkością i miały słabsze uzbrojenie. 
Okręt miał konstrukcję wywodzącą się z powiększonych torpedowców, z gładkopokładowym kadłubem, dziobnicą o formie taranowej i sporym nawisem rufowym. W widoku z góry kadłub miał charakterystyczny dla torpedowców budowy Schichaua wrzecionowaty obrys, osiągający największą szerokość za śródokręciem. Okręt miał jedynie szczątkową nadbudówkę dziobową, z odkrytym pomostem bojowym oraz początkowo jeden pochyły komin. Napęd stanowiła trzycylindrowa maszyna parowa potrójnego rozprężania o mocy indykowanej 2900 KM, napędzająca jedną śrubę. Oprócz głównego steru zawieszonego za śrubą, pod nawisem rufowym, okręt miał pomocniczy ster dziobowy.
Uzbrojenie stanowiło początkowo 7 pojedynczych dział kalibru 47 mm, z czego 2 o dłuższej lufie L/44 (44 kalibry), a 5 o krótszej L/33. Jedno działo umieszczone było na rufie, a pozostałe sześć - po trzy na każdej z burt, z tego dwa przed nadbudówką dziobową. Uzbrojenie początkowo uzupełniała stała wyrzutnia torped 350 mm w dziobnicy. Uzbrojenie później podlegało zmianom: rufowe działo zamieniono w 1904 na obrotową wyrzutnię torped, a w 1915 kaliber wyrzutni torped zwiększono do 450 mm, przy tym dziobową stałą wyrzutnię zastąpiono przez obrotową na pokładzie dziobowym. W lutym 1918 dwa dziobowe działa zamieniono na przeciwlotnicze 66 mm.

## Służba

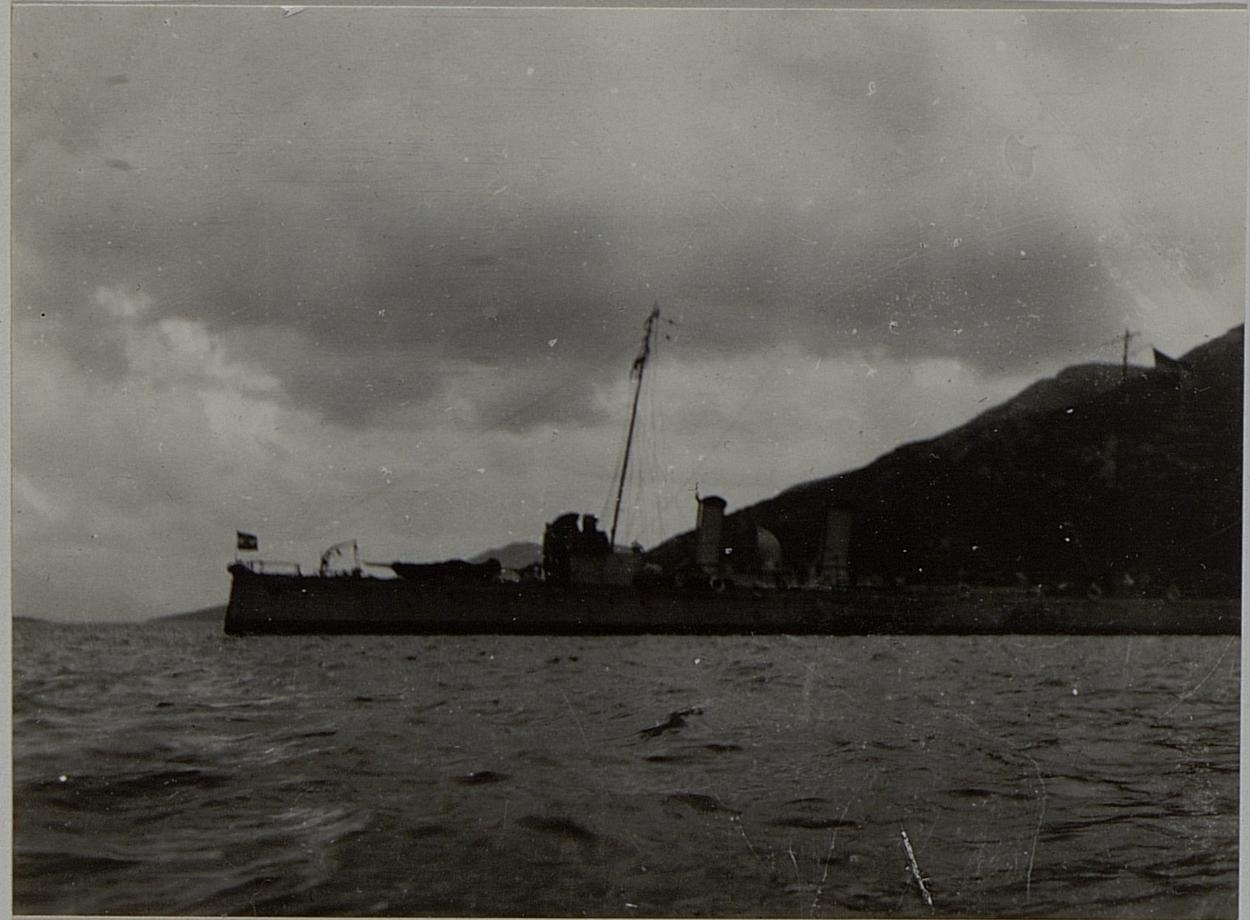
„Komet” po przebudowie z dwoma kominami.

„Komet” wszedł do służby w marynarce w 1889 roku. Początkowo w letnich miesiącach uczestniczył w pływaniu z eskadrą, a w pozostałych głównie pozostawał w rezerwie. Między 10 kwietnia a 16 października 1897 brał udział w międzynarodowej blokadzie portu Chania na tureckiej Krecie. W 1904 zmieniono mu uzbrojenie. Po remoncie w 1912 zmianie uległa sylwetka okrętu, z jednokominowej na dwukominową, po wymianie kotłów typu lokomotywowego na nowsze typu Yarrow. Po raz kolejny przezbrojono go w 1915.
„Komet” przetrwał I wojnę światową. W styczniu 1920 został przez konferencję międzyaliancką w Paryżu przyznany Włochom i tam złomowany.

## Dane
Uzbrojenie
- początkowe:
  - 2 armaty 47 mm L/44 SFK (długość lufy: 44 kalibry) (2xI)
  - 7 armat 47 mm L/33 SFK (7xI)
  - 1 wyrzutnia torpedowa 350 mm (stała na dziobie)
- od 1904:
  - 8 armat 47 mm (8xI)
  - 2 wyrzutnie torped 350 mm (stała na dziobie i obrotowa na rufie)
- od 1915:
  - 8 armat 47 mm (8xI)
  - 2 wyrzutnie torped 450 mm (obrotowa na pokładzie dziobowym i obrotowa na rufie)[9]
- od lutego 1918:
  - 2 armaty przeciwlotnicze 66 mm (nominalnie 7 cm) (na pokładzie dziobowym)
  - 6 armat 47 mm (6xI)
  - 2 wyrzutnie torped 450 mm (obrotowa na pokładzie dziobowym i obrotowa na rufie)[8]